# Kalach-na-Donu
Kalach-na-Donu (russo:Кала́ч-на-Дону́ ou Kalach-sobre-o-Don) é uma cidade na Província de Volgogrado (Volgograd Oblast), na Rússia.
Sua população atual é de 26.882 habitantes (censo 2002), que subsistem basicamente da agricultura local.
A cidade foi fundada como assentamento cossaco em 1708 e recebeu o status legal de cidade em 1951.
Localizada a 85 kms a oeste de Volgogrado (ex-Stalingrado), a cidade teve importância histórica durante a Segunda Guerra Mundial, por ser o local onde as forças soviéticas que avançavam pelo norte e pelo sul em direção à Stalingrado na contra-ofensiva de inverno, denominada Operação Uranus, se encontraram, fechando o cerco contra o 6º Exército alemão na cidade, que foi obrigado a se render meses mais tarde, mudando o curso da guerra na frente oriental.